# Deroceras
Genre
Les Deroceras sont un genre de petites limaces appartenant à la famille des agriolimacidés, assez récemment séparée de la famille des limacidés. Ils se rencontrent dans une grande diversité d'habitats et semblent surtout consommateurs de végétaux verts. De ce fait, certains d'entre eux, et plus particulièrement Deroceras reticulatum, peuvent causer des dégâts sérieux dans les jardins et en milieu agricole.
La systématique de ce genre est difficile, et la détermination spécifique nécessite souvent la dissection et l'examen de l'appareil génital. Plusieurs espèces ont été récemment décrites ; il est probable qu'il reste encore de nouvelles espèces à découvrir.

## Étymologie
Deroceras vient du grec dere, « cou », et ceras, « corne », en référence aux longs tentacules oculaires qui ressemblent aux cornes).

## Liste des espèces
N.B. : cette liste est sans doute incomplète.
- Deroceras adolphi  (Wiktor 1998) - Loche de Ligué[2]
- Deroceras agreste (Linné 1758) - Limace agreste ou Loche blanche
- Deroceras hesperium
- Deroceras heterura
- Deroceras laeve (O. F. Müller 1774)
- Deroceras monentolophus
- Deroceras panormitanum (Lessona & Pollonera 1882) - Petite loche maritime
- Deroceras praecox Wiktor 1966
- Deroceras reticulatum (O. F. Müller 1774) - Limace grise, Limace réticulée, Petite limace grise ou Loche
- Deroceras rodnae Grossu & Lupu 1965
- Deroceras sturanyi (Simroth 1894).